# 日野資宗
日野資宗（ひの すけむね、文化12年（1815年）5月19日 - 明治11年（1878年））は、幕末から明治時代にかけての公卿。初名は日野資統。

## 官歴
- 文化14年（1817年）：従五位下
- 文政3年（1820年）：従五位上
- 文政5年（1822年）：正五位下
- 天保元年（1830年）：侍従
- 天保8年（1837年）：右i少弁
- 天保11年（1840年）：皇太后宮権大進、蔵人、春宮大進、右衛門権佐、従五位上
- 天保12年（1841年）：造興福寺長官
- 天保13年（1842年）：左少弁
- 天保14年（1843年）：御祈奉行
- 弘化元年（1844年）：賀茂伝奏
- 弘化2年（1845年）：権右中弁
- 弘化4年（1847年）：蔵人頭、従四位下
- 嘉永元年（1848年）：正四位上、右中弁、神宮弁
- 嘉永3年（1850年）：左中弁
- 嘉永5年（1852年）：右大弁、参議、従三位
- 安政元年（1854年）：正三位、踏歌節会外弁
- 安政3年（1856年）：東照宮奉幣使
- 安政4年（1855年）：右衛門督、検非違使別当
- 文久2年（1862年）：正二位
- 文久3年（1863年）：権大納言

## 系譜
- 実父：広橋胤定
- 養父：日野資愛
- 母：勧修寺経逸の娘
- 子：日野資貴
- 養子：日野資秀（柳原光愛の子）